# Penn Yan
Penn Yan ist ein Village im Yates County und dessen Verwaltungssitz im US-Bundesstaat New York. Bei der Volkszählung des Jahres 2010 wies die Gemeinde eine Bevölkerung von 5159 Einwohnern auf. Es ist der Sitz der Kreisverwaltung. Der Name wurde von den frühen US-amerikanischen Siedlern als Abkürzung für Pennsylvania und Yankee erfunden, was der Herkunft der Siedler aus dem Bundesstaat Pennsylvania sowie aus Neuengland beschreiben sollte.
Das Gemeindegebiet teilt sich zwischen den Townships von Milo und Benton auf, mit dem überwiegenden Teil in Milo. Südlich der Gemeinde befindet sich auch ein Flughafen, Penn Yan Airport.

## Geographie
Penn Yan liegt am nördlichen Ende des östlichen Zweigs des Keuka Lake, eines der Finger Lakes.
Nach Angaben des United States Census Bureau hat die Gemeinde eine Gesamtfläche von 6,3 km². 6,2 km² davon sind Land- und 0,1 km² Wasserfläche.

## Demographie
Die Volkszählung im Jahr 2000 ergab 2.141 Haushalte, von diesen hatten 29,2 % Kinder, die jünger als 18 Jahre waren und bei ihnen lebten, 41,2 % waren zusammen lebende verheiratete Paare, 12,8 % waren Haushalte ohne Ehemann und 41,1 % waren keine Familien. 35,1 % aller Haushalte bestand aus allein lebenden und 18,5 % lebten allein und waren 65 Jahre alt oder älter. Die durchschnittliche Haushaltsgröße betrug 2,28 Personen und die durchschnittliche Familiengröße 2,90 Personen.
Ethnische Minderheiten sind in Penn Yan eine Seltenheit. Nach Angaben der Volkszählung von 2000 galten 97,15 % der Bevölkerung als „weiß“.
Die Bevölkerung teilte sich auf in 23,9 %, die jünger als 18 Jahre waren, 7,6 % 18- bis 24-Jährige, 26,4 % 25- bis 44-Jährige, 20,4 % 45- bis 64-Jährige und 21,7 % über 65-Jährige. Das Durchschnittsalter war 40 Jahre. Auf 100 Frauen kamen 87,2 Männer. Auf 100 Frauen ab einem Alter von 18 Jahren kamen 81,2 Männer.
Das Durchschnittseinkommen pro Haushalt in der Gemeinde betrug 29.278 $ und das Durchschnittseinkommen pro Familie 39.087 $. Männer hatten ein Durchschnittseinkommen von 30.692 $ gegenüber 19.263 $ bei Frauen. Das Pro-Kopf-Einkommen im Ort betrug 15.848 $. 13,8 % der Einwohner und 9,7 % der Familien lagen unterhalb der Armutsgrenze. 17,8 % der unter 18-Jährigen und 11,7 % der über 65-Jährigen lagen unterhalb dieser Grenze.

## Geschichte
Das erste Wohnhaus wurde 1799 in Penn Yan aus Holz gebaut. 1823 wurde der Weiler Sitz der Verwaltung des neugeschaffenen Landkreises Yates County und erhielt 1833 den Status einer Dorfgemeinde.
Die ersten Siedler waren hauptsächlich Anhänger von Jemima Wilkinson (1753–1819), einer religiösen Eiferin, die aus Cumberland im Providence County stammte. Sie behauptete, einen göttlichen Auftrag erhalten zu haben, und predigte in Rhode Island, Connecticut, Massachusetts und Pennsylvania. Danach erhielt sie ein größeres Stück Land in der Nähe des Dorfes und nannte es 1789 Jerusalem, nachdem sie 1788 das Dorf Hopeton bei der Mündung des Keuka Sees, etwa eine Meile vom Seneca Lake entfernt, gegründet hatte. Viele ihrer Anhänger folgten ihr dorthin und auch sie wohnte ab 1790 dort. Um die Jahrhundertwende ins 19. Jahrhundert löste sich ihre Gefolgschaft auf.
In jüngster Zeit haben sich einige Amische und Mennoniten in der Gegend angesiedelt.